# Benedetto Lampridio
Benedetto Lampridio est un poète italien de la Renaissance, né à Crémone en 1478, mort à Rome le 4 juin 1540.

## Biographie
Benedetto Lampridio naquit à Crémone vers la fin du XVe siècle. Il se rend à Rome où il est choisi par le savant Janus Lascaris pour une chaire au collège des Grecs, nouvellement fondée par le pape Léon X. Après la mort de ce Pontife (1521), il se retira à Padoue, où il ouvrit une école. Paul Jove lui reproche de n’avoir jamais voulu concourir à une chaire publique. Aonio Paleario, l’ayant entendu expliquer à ses élèves une harangue de Démosthène, écrivait à Bembo : « Il avait la voix et le geste de ce prince des orateurs; il paraissait plein de son esprit (Lett. 19). » Paleario cite aussi une traduction latine des Œuvres d’Aristote par Lampridio, mais Tiraboschi doute qu’elle ait jamais existé. Le duc de Mantoue Frédéric Gonzague appela Lampridio à sa cour en 1536, et lui confia l’éducation de son fils. Benedetto Lampridio mourut d’une mort prématurée le 4 juin 1539.

## Œuvres
- Des Odes, trois Épîtres, quelques Élégies et des Épigrammes. Paul Jove, lui fait un reproche de s’être trop attaché dans ses odes à imiter Pindare.
- Les vers de Lampridio, imprimés à Venise en 1540, in-8°, ont été insérés dans tous les recueils, et notamment dans le 6e volume des Carmina illustrium poetar. italorum, Florence, 1719.
- On a trois Lettres de lui en italien au cardinal Bembo, et une en latin au cardinal Pole.